# Bundesstraße 459
Die Bundesstraße 459 (Abkürzung: B 459) ist eine deutsche Bundesstraße und verläuft in Hessen zwischen Neu-Isenburg und Rödermark.
Die Straße beginnt als Abzweig der ehemaligen Bundesstraße 46 (heute Landesstraße 3313) in der Nähe des Offenbacher Kreuzes, geht weiter zur Autobahnmeisterei an der Bundesautobahn 3 (A 3) und durchquert dann größtenteils Waldgebiete. Ursprünglich begann die B 459 in Frankfurt-Sachsenhausen an der Bundesstraße 3 (B 3) und führte zum Offenbacher Kreuz und von dort weiter in Richtung Dietzenbach. Heute ist das Teilstück von Sachsenhausen zum Offenbacher Kreuz an der A 3 ein Teil der B 3.
Im Neu-Isenburger Stadtteil Gravenbruch führt die Bundesstraße an Europas ältestem Autokino vorbei.